# تيم ريان (معلق رياضي)
تيم ريان (بالإنجليزية: Tim Ryan)‏ هو معلق رياضي أمريكي، ولد في 16 مايو 1939.